# Bolivia en los Juegos Olímpicos de Calgary 1988
Bolivia estuvo representada en los Juegos Olímpicos de Calgary 1988 por seis deportistas masculinos que compitieron en esquí alpino.
El portador de la bandera en la ceremonia de apertura fue el esquiador alpino Guillermo Ávila. El equipo olímpico boliviano no obtuvo ninguna medalla en estos Juegos.